# Isaj Churgin
Isaj Churgin, Исай Яковлевич Хургин, Ісай Якович Хургін, Isaiah J. Hoorgin (ur. 8 lipca?/20 lipca 1887 w Pryłukach, zm. 27 sierpnia 1925 na jez. Long Lake w stanie Nowy Jork) – ukraiński i radziecki działacz państwowy i gospodarczy, dyplomata, pierwszy prezes radzieckiej spółki handlowej Amtorg w Nowym Jorku.

## Życiorys
Urodził się w rodzinie żydowskiej. W 1911 ukończył studia na Wydziale Fizyki i Matematyki Uniwersytetu św. Włodzimierza w Kijowie. W latach 1917–1918 członek Centralnej Rady Ukraińskiej Republiki Ludowej i jej Małej Rady. Wiceminister Spraw Żydowskich CRURL. W latach 1918–1920 był członkiem partii Bund.
Od 1920 członek RKP(b). Radca/przedstawiciel handlowy/przedstawiciel (poseł) Ukraińskiej SRR w Polsce (1920). Po czym został delegowany do reprezentowania Związku Radzieckiego w Stanach Zjednoczonych, m.in. jako przedstawiciel radziecko-niemieckiej agencji spedycyjnej „Derutry” i firmy frachtowania statków „Sovfracht” (1923–1924), następnie  pierwszy prezes radzieckiej spółki handlowej Amtorg w Nowym Jorku (1924–1925). Z uwagi na ówczesny brak stosunków dyplomatycznych pomiędzy obydwoma krajami, de facto spółka pełniła rolę nieoficjalnego przedstawicielstwa ZSRR. Nieoczekiwanie Churgin, wraz ze swoim następcą, prezesem tegoż Amtorgu, Efraimem Sklanskim, płynąc łodzią utonęli 27 sierpnia 1925 na jez. Long Lake w stanie Nowy Jork. Istnieją przesłanki mówiące, iż wykonano na nich wyrok na polecenie Józefa Stalina, gdyż należeli do wrogiej grupy Lwa Trockiego.